# Eragrostis variegata
Eragrostis variegata là một loài thực vật có hoa trong họ Hòa thảo. Loài này được Welw. ex Rendle mô tả khoa học đầu tiên năm 1899.